# Instituto do Serviço Exterior da Nação
O Instituto del Servicio Exterior de la Nación (Instituto de Serviço Exterior da Nação, ISEN), é a instituição de formação para funcionários do serviço diplomático. A instituição é do governo argentino, dependente do Ministério das Relações Exteriores. Os seus objetivos são selecionar, capacitar e preparar diplomatas argentinos e demais funcionários do serviço diplomático para que possam avançar na agenda de relações exteriores argentinas, bem como produzir conhecimento sobre a atualidade internacional. 
É a única instituição de formação de profissionais da área no país.  Os graduados do instituto recebem o "estado diplomático" vitalício, o que significa que devem cumprir as responsabilidades estabelecidas na lei diplomática mesmo após a aposentadoria. 

## História
O ISEN foi fundado a 10 de abril de 1963, durante a presidência de José María Guido, por iniciativa do Ministro das Relações Exteriores Carlos M. Muñiz, visto que as discussões e debates sobre a profissionalização do corpo diplomático argentino (bem como de outros funcionários do Estado) tornaram-se populares desde a década de 50 no país e em todo o globo. Ao longo do século XX, o clima político instável da Argentina levou a várias mudanças abruptas nos currículos e nas normas internas do instituto. 
Durante alguns anos após a sua fundação, nenhuma formação prévia era exigida dos candidatos. Isso mudaria a partir de 1971, em parte devido aos protestos de estudantes de graduação em diplomacia de outras universidades argentinas.  Os padrões acadêmicos do instituto foram abandonados durante a última ditadura militar da Argentina (1976 até 1983), durante a qual cartas de recomendação de oficiais militares de alta patente foram usadas como principal critério para candidatos aspirantes. 

## Diretores
Lista de diretores da ISEN desde a sua criação:
- Roberto Levillier (1963-1964)
- Cesar Diaz Cisneros (1964-1966)
- Maximo Etchecopar (1966-1970)
- Federico Ezequiel Pereyra (1970-1971)
- Rodolfo Muñoz (1971-1972)
- Eduardo Tomas Pardo (1972-1973)
- Roberto Tiscorina (1973-1976)
- Jose M. Alvarez de Toledo (1976-1979)
- Julio Cesar Carasales (1979-1982)
- Francisco J. Pulit (1982-1984)
- Roberto Guyer (1984-1986)
- Jose I. Garcia Ghirelli (1986-1987)
- Liliana O'Connell de Alurralde (1986/7-1991)
- Leopoldo Tettamanti (1991-1991)
- Daniel Olmos (1991-1993)
- Jose Maria Cantilo (1993-1994)
- Hector Subiza (1993-1994)
- Ana Berta de Alberto (1994-1994)
- Victor E. Beaugé (1994-1997)
- Federico Erhart del Campo (1997-1999)
- Jose Ramon Sanchis Muñoz (2000-2004)
- Horacio Basabe (2004-2011)
- Carlos Piñeyro Iñiguez (2011-2011)
- Silvia Merega (2012-2013)
- Juan Carlos Valle Raleigh (2013-2016)
- Maria Celeste Koch (2016-2018)
- Fernado Petrella (2018-2019)
- Eduardo Zuain (2020-2021)
- Eduardo Demayo (2021-2024)
- R. Carlos Sersale di Cerisano (2024-Atualidade)

## Links externos
- Site oficial (em espanhol)